# Observatoire Ba YaYa

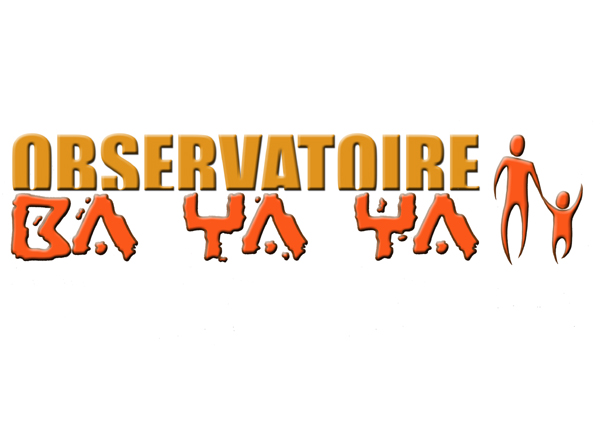
Logo de l'organisation

L'Observatoire Ba YaYa est une association fédérale belge (Fédération Wallonie-Bruxelles) d'accompagnement de jeunes en difficulté psychologique et sociale par une pédagogie spécifique dite de la Double Expertise. 
Connus pour leur travail dans le milieu dit des bandes urbaines africaines, les membres de l'association sans but lucratif se définissent comme étant des « Tuteurs de résilience par la Culture » et se donnent pour mission d'assurer l'équité et l'égalité éducative. L'Observatoire mène aussi des actions de lutte contre l'afrophobie.

## Historique

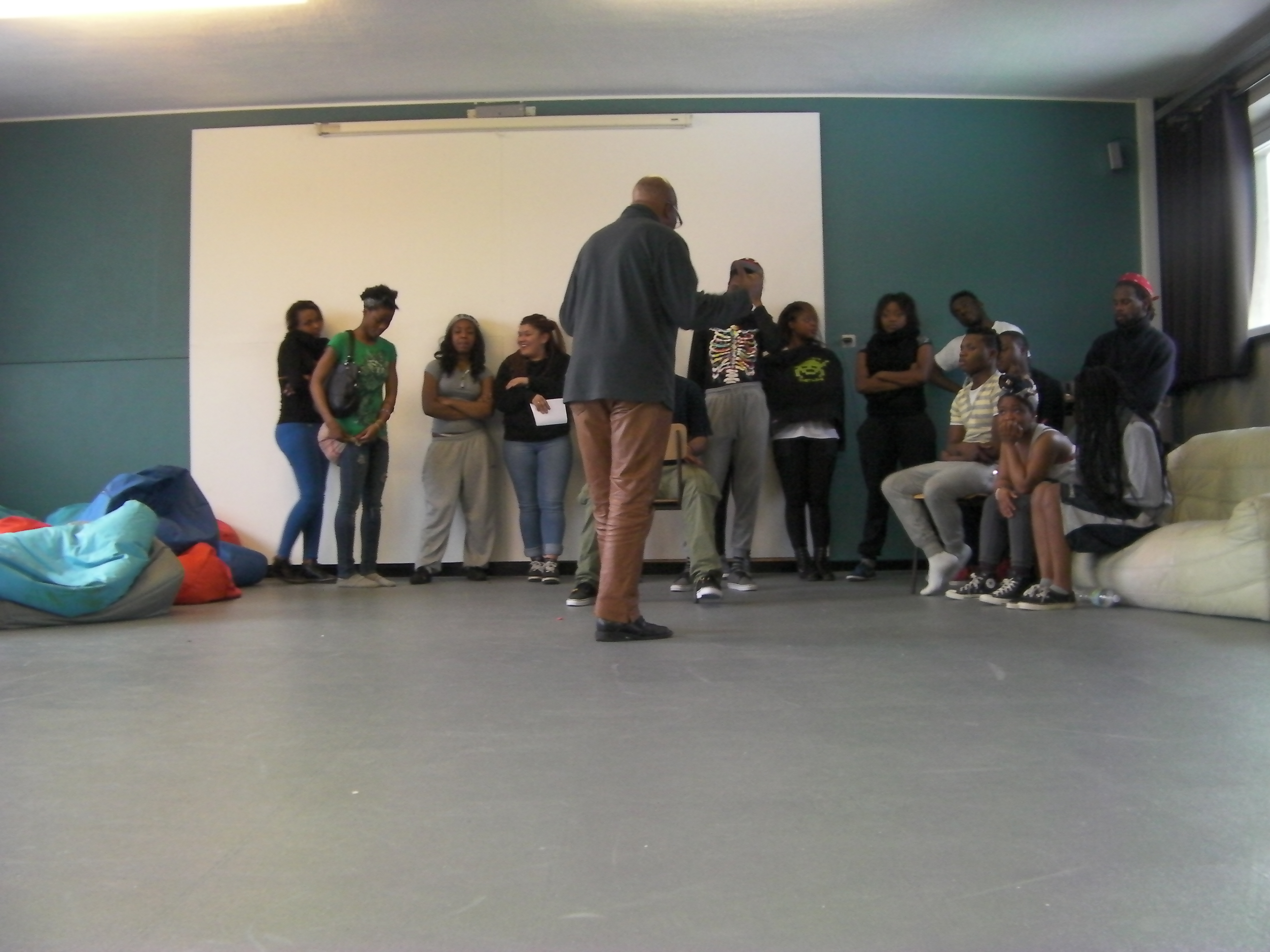
Résidentiel pédagogique lors de la recherche-action Acteurs de Changements commanditée par le Ministère de la Jeunesse (2010-2014).

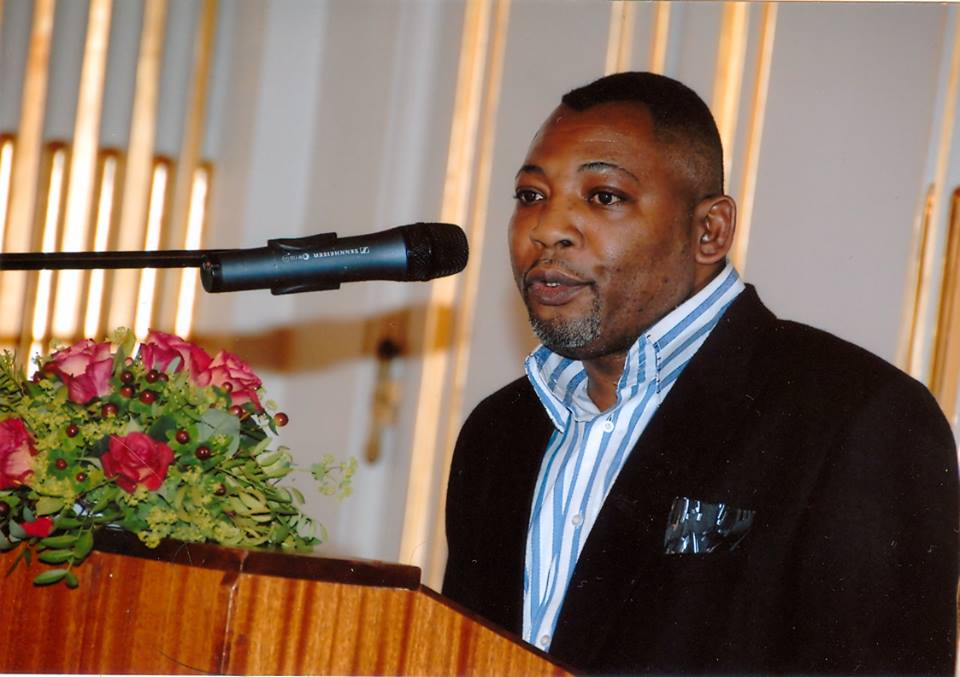
Le directeur Ngyess Lazalo Ndoma, discours devant S.M. la Reine Paola au Palais Royal de Bruxelles.

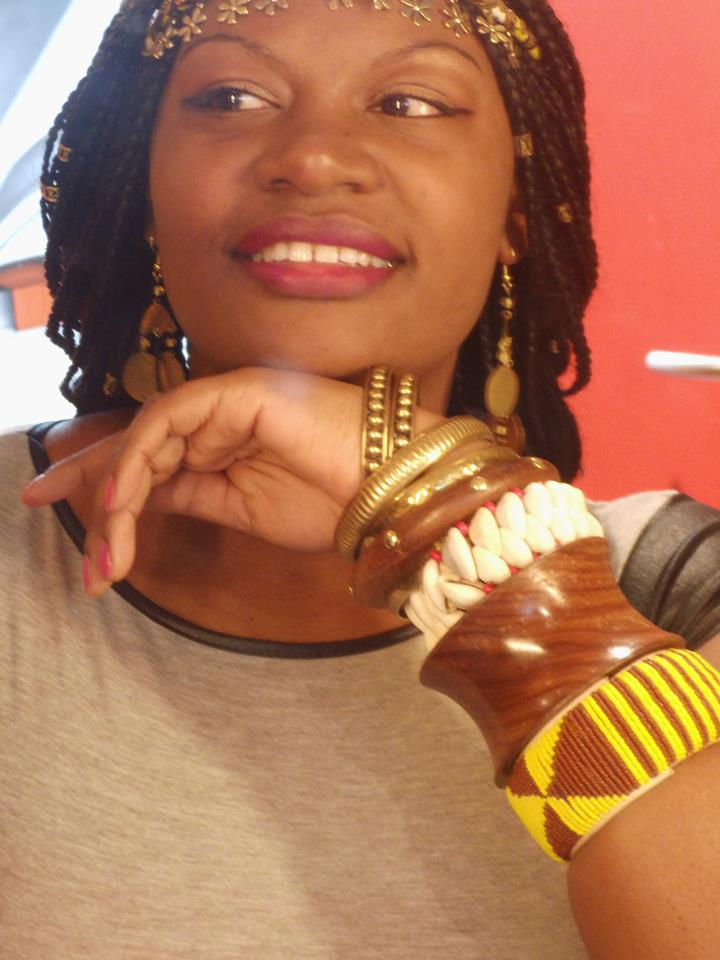
Mireille-Tsheusi Robert

Créée en 1987 sous le nom de Fungola (« la clé » en lingala) par Ngyess Lazalo Ndoma, l'organisation change de nom et de forme juridique en 2002 à la suite du décès d'un jeune tué par un autre dans les galeries de Matonge à la Porte de Namur (Bruxelles) et sous l'impulsion de parents d'origine africaine. C'est dans un contexte de discriminations, de violences policières et d'émeutes urbaines dans ce quartier africain de Bruxelles que l'artiste Dieudonné Kabongo (1950-2011) participe aux transformations de l'organisation et en assume la présidence entre 2005 et 2010, avant d’être relayée par Mireille-Tsheusi Robert (mandat en cours).

## Actions
Sur le plan de la recherche psychosociologique, Ba YaYa s’intéresse particulièrement aux effets du racisme sur les enfants et les adolescents Afro-Européens. Elle mène aussi une réflexion sociopolitique sur la discrimination structurelle des associations impulsées par les personnes d'ascendance post-coloniale,,. En pédagogie interculturelle, l’ASBL développe des programmes éducatifs ad hoc pour les jeunes ainsi que des modules des formations pour les intervenants sociaux (politiques, journalistes, éducateurs, etc.).
Régulièrement relayée dans la presse écrite (Le Soir, La Libre Belgique, La Dernière Heure...), radiophonique (Bel-RTL, BX FM...) et télévisée, l'association est notamment popularisée par des émissions sur des chaînes internationales (TV5 Monde le 16 septembre 2010 et le 18 septembre 2010), nationales belges telles que la VRT, RTL-TVI ou la Radio Télévision Belge Francophone (4 mai 2005, émission Actuel ; 21 octobre 2009, émission Question à la Une, « Faut-il avoir peur des bandes urbaines ? », mais aussi sur des chaines allemandes et françaises.

## Prix et récompenses
L'Observatoire Ba YaYa est lauréat de nombreux prix associatifs, parmi lesquels le prix MOJA de l'Action associatif en 2006, le prix Talent d’Ébène 2008 Essor socioculturel ou celui de la Fondation Reine Paola 2009 ou 2014.